# Cerastium candicans
Cerastium candicans är en nejlikväxtart som beskrevs av Hugh Algernon Weddell. Cerastium candicans ingår i släktet arvar, och familjen nejlikväxter. Inga underarter finns listade i Catalogue of Life.